# La Talaia (Espinelves)
La Talaia és una masia d'Espinelves (Osona) inclosa a l'Inventari del Patrimoni Arquitectònic de Catalunya.

## Descripció
Edifici civil. Masia de planta rectangular (10 x 10 m), coberta a dues vessants i amb el carener perpendicular a la façana, situada a migdia. Consta de planta baixa, pis i golfes. Es ràfecs sobresurten a totes les façanes. La principal presenta un portal rectangular de pedra amb dos graons d'accés i diverses finestres d'arc escarser realitzats en totxo. A ponent presenta dues finestretes al primer pis i a llevant té una finestra al primer pis i un cobert rectangular adossat, de 10 x 4 m, cobert a una sola vessant. Al nord no hi ha cap obertura i es troba adossat al terraplè.
Davant la casa hi ha una cabana coberta a una sola vessant. L'estat de conservació és regular.

## Història
El topònim de la masia deu provenir del lloc alterós on està situada, a prop dels 1000 m d'altitud, que podria ser una bona talaia situada a un vessant del turó de la Guàrdia, a 1100 m.
Malgrat no tenir notícies sobre la construcció de la casa, donades les característiques i el lloc on es troba, pot ser que dati dels segles XVII-XVIII, moment d'expansió de la població d'Espinelves.